# Oldenswort
Oldenswort (dänisch Oldensvort) ist eine Gemeinde im Kreis Nordfriesland in Schleswig-Holstein.

## Geographie

### Geographische Lage
Das Gemeindegebiet von Oldenswort erstreckt sich nordwestlich des letzten Eiderbogens vor dessen Mündungstrichter bei Tönning im Naturraum Eiderstedter Marsch.

### Gemeindegliederung
Neben dem Kirchdorf gleichen Namens, befinden sich auch die Wohnplätze Altendeich, Hemmerdeich, Süderdeich, Osterende und Hochbrücksiel im Gemeindegebiet.

### Nachbargemeinden
An Oldenswort direkt angrenzende Gemeindegebiete sind:
| Norderfriedrichskoog | Uelvesbüll                                  | Witzwort                    |
| Tetenbüll            | Kompassrose, die auf Nachbargemeinden zeigt | Lehe (Kreis Dithmarschen)   |
| Kotzenbüll           | Karolinenkoog (Kreis Dithmarschen), Tönning | Groven (Kreis Dithmarschen) |

### Geologie
Das Gemeindegebiet ist Teil des Naturraum Eiderstedter Marsch. Dieser Bereich wurde bereits im 12. Jahrhundert mit einem 1,5 Meter hohen Sommerdeich umgeben. Jüngere angrenzende Eindeichungen im Gemeindegebiet sind der Süderfriedrichskoog, der 1613 bedeicht wurde, sowie der Harbleker Koog von 1612, respektive der zwischen 1766 und 1805 von letztgenanntem durch einen Sommerdeich abgetrennte Tetenskoog. Typisch für diesen Landschaftstyp ist das, abgesehen von den das Gebiet schützenden eingrenzenden Deichen, absolut flache Relief.

## Geschichte
Der Name Oldenswort leitet sich möglicherweise vom Namen Olde Warft (auf Hochdeutsch: alte Warft) ab. Eine ausgeprägte Siedlungstätigkeit begann erst etwa um das Jahr 1000. Oldenswort war schon lange bekannt und erhielt schon früh die Fleckengerechtigkeit, die der Ort 1800 wieder verlor. Im Jahr 1205 wurde der Ort erstmals erwähnt. 1252 landete König Abel von Dänemark bei der Kapelle, um gegen die Eiderstedter, die ihm nicht huldigen wollten, Krieg zu führen. Der Krieg endete für König Abel mit einer Katastrophe, wie Helmold von Bosau in seiner Chronik beschreibt: „Er fiel mit einem Großteil seines Heeres“.
In der Zweiten Marcellusflut erlitt Oldenswort schwere Schäden. Als 1415 und 1416 die Dithmarscher einfielen, wurde der Ort verwüstet und brannte nieder. Als die Kaiserlichen während des Dreißigjährigen Kriegs das Land verwüsteten, war auch Oldenswort betroffen. Im Laufe der Nordischen Kriege wurde die Stadt Tönning 1713 belagert, was auch negative Folgen für den Ort hatte. In dem gleichen Jahr gab es eine Konvention zwischen Peter dem Großen und Friedrich IV. von Dänemark und Norwegen. Im Jahre 1784 brannte ein großer Teil des Fleckens nieder, wurde aber bald wieder aufgebaut. Später verloren viele Einwohner ihr Hab und Gut durch den dänischen Staatsbankrott 1815, in dessen Folge das Gemeindegebiet um fast die Hälfte schrumpfte.
Das Kirchspiel Oldenswort war ein Teil der Landschaft Eiderstedt im Herzogtum Schleswig. Ab 1867 gehörte auch Oldenswort zur preußischen Provinz Schleswig-Holstein.

## Politik

### Gemeindevertretung
Bei den Kommunalwahlen am 14. Mai 2023 erhielt die SPD 55,3 Prozent der abgegebenen Stimmen und sieben Sitze, die CDU errang mit 26,0 Prozent drei Sitze. Auf die WVO entfielen 18,7 Prozent und damit ebenfalls drei Sitze. Die Wahlbeteiligung betrug 65,2 Prozent.

### Bürgermeister
Nach dem Rückzug des langjährigen Bürgermeisters Frank-Michel Tranzer zum 28. Februar 2025 wurde Bernd Pauls (SPD) zum Bürgermeister gewählt.

### Wappen
Blasonierung: „Von einer goldenen Ähre mit nach außen gebogenen Hüllblättern in Blau und Rot geviert. In 1 eine goldene Kirche, in 4 ein goldener Dreimaster.“

### Verwaltung
Die Gemeinde wird vom Amt Eiderstedt mitverwaltet.

## Sehenswürdigkeiten

### Oldensworter Kirche

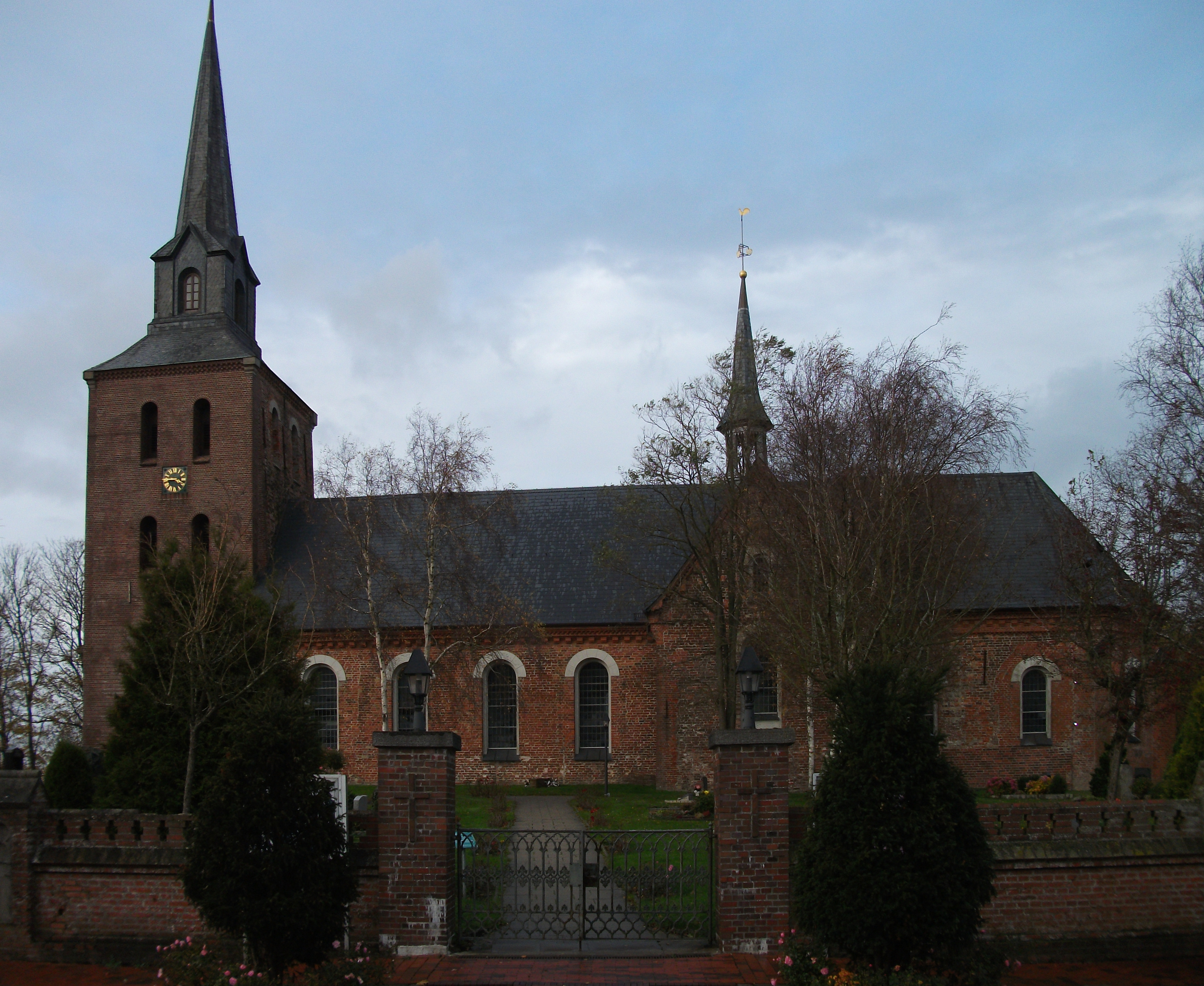
St. Pankratius

Die aus Backstein erbaute Oldensworter Kirche St. Pankratius geht auf einen romanischen Bau zurück, der wohl im 12. Jahrhundert errichtet wurde. Sie hat eine hölzerne Kassettendecke. Die Ausstattung stammt überwiegend aus dem 16. Jahrhundert. Rechts von ihr steht unterhalb des Kirchhofs die „Wilhelmseiche“, gepflanzt 1897 zur Erinnerung an den 100. Geburtstag von Kaiser Wilhelm I. Seit 2017 ist die Kirche wegen Baufälligkeit geschlossen. 2022 beginnt die Renovierung.

### Herrenhaus Hoyerswort

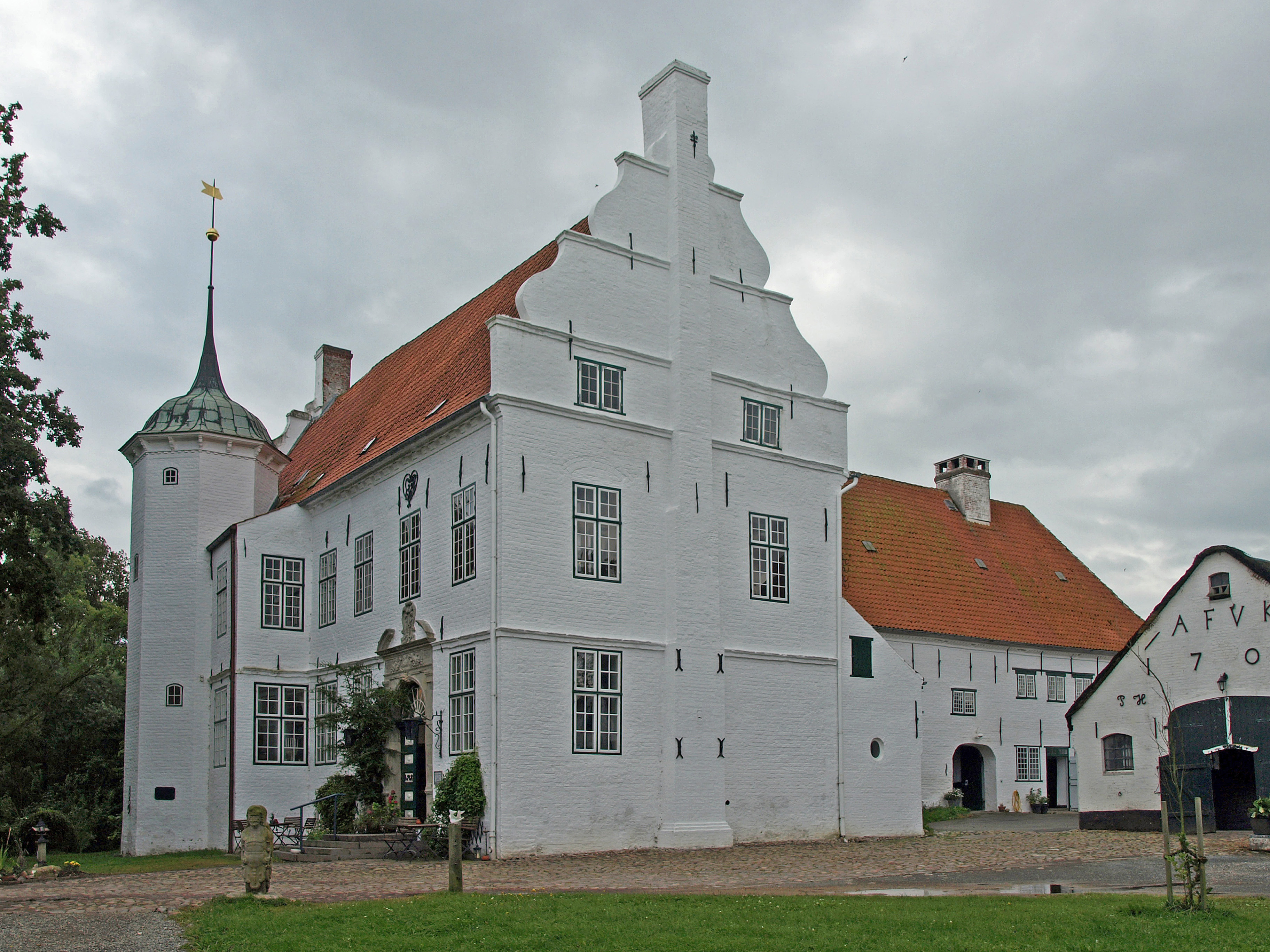
Herrenhaus Hoyerswort

In Oldenswort befindet sich Eiderstedts einziges Herrenhaus, Hoyerswort (Lage:54,35868° N, 8,94535° O). Es handelt sich um einen zweiflügeligen Bau der Renaissance mit einem Treppenturm, der von einem doppelten Wassergraben umgeben ist. Im 16. Jahrhundert wurde es vom königlich dänischen Staller (Statthalter) Caspar Hoyer gebaut, von dem es auch seinen Namen hat. Seine Schwiegertochter Anna Ovena Hoyer versammelte dort eine von den Ortsgeistlichen als häretisch angesehene Gemeinde. 1632 verkaufte sie das Herrenhaus an Augusta von Dänemark, die Witwe des Herzogs Johann Adolf. In der Folgezeit wechselte das Haus mehrfach den Besitzer, so gehörte es 1656–1679 dem herzoglichen Kammerrat Andreas Cramer. 1713 nahm dort der dänische König Friedrich IV. die Kapitulation der in der Festung Tönning stationierten schwedischen Truppen unter Magnus Stenbock im Großen Nordischen Krieg entgegen, womit der Krieg faktisch entschieden war. Das Gut gelangte nach wechselnden Eigentümern im Jahr 1771 in das Eigentum der Familie Hamkens, in dem es bis zum Jahr 2011 verblieb.

### Tönnies-Denkmal

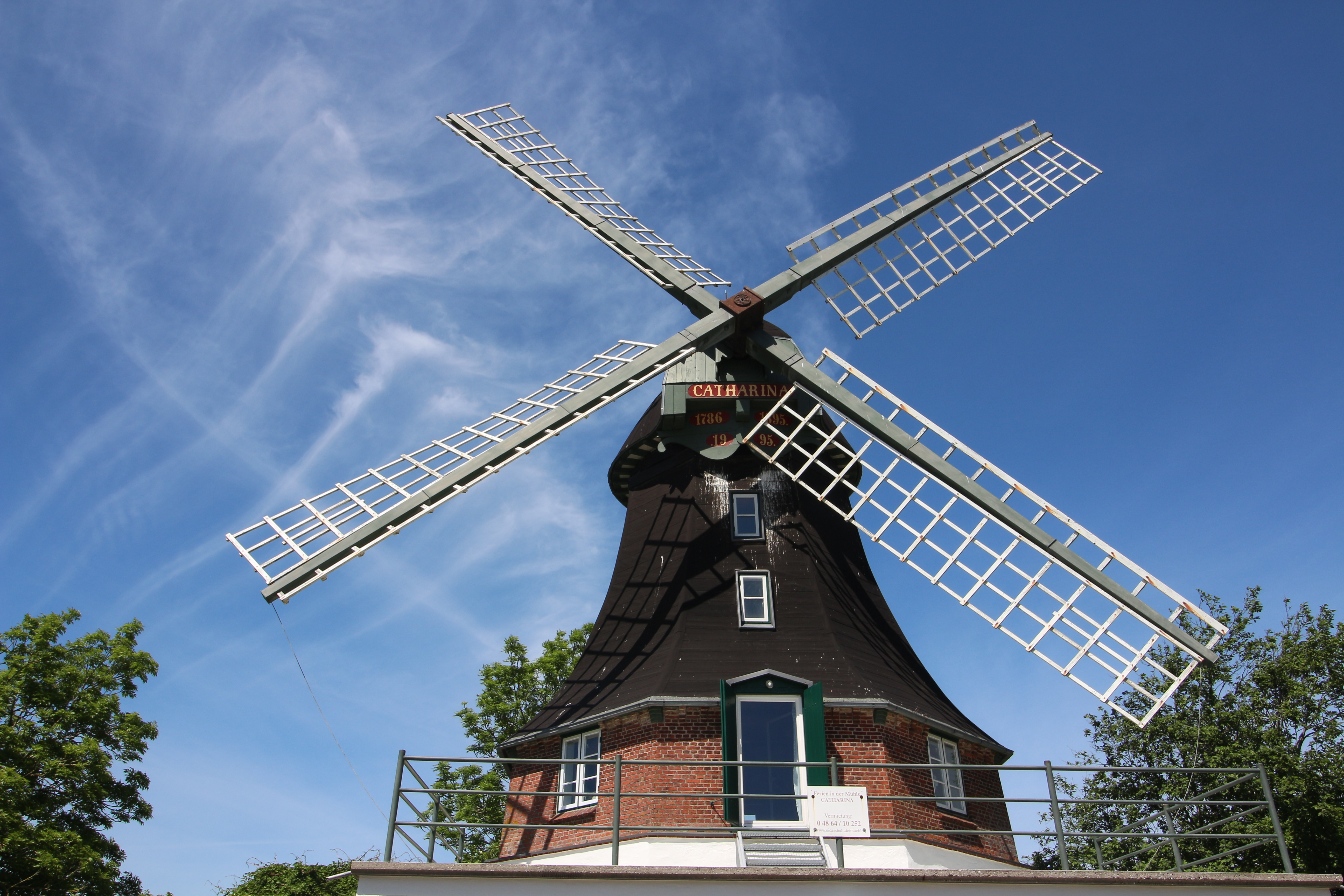
Holländermühle Catharina (2015)

In Oldenswort steht seit 1990 ein Bronzedenkmal von Raimund Kittl des dort – auf dem mittlerweile untergegangenen Haubarg De Riep – geborenen Ferdinand Tönnies, des Begründers der deutschen Soziologie.

### Mühle Catharina
Die unter Denkmalschutz stehende Holländerwindmühle (Lage:54,38718° N, 8,97579° O) wurde 1786 als Erdholländer-Mühle erbaut. 1886 wurde die Mühle aufgestockt. Dabei wurde der hölzerne Aufbau an Flaschenzügen hochgezogen, um darunter einen Mauerwerksockel zu errichten. Die Mühle Catharina ist damit eine Bergholländermühle. Erst in den 1970er Jahren wurde der Mahlbetrieb eingestellt. Nach der Restaurierung wird sie als Ferienhaus genutzt. Durch das Sturmtief Herwart wurden in der Nacht zum 29. Oktober 2017 die drehbare Haube mit Flügelkreuz abgerissen. Im Juni 2018 wurde die wiederhergestellte neue Haube aufgesetzt und ein neues Flügelkreuz angebracht. Seit dem Wiederaufbau ist die neue Haube festgesetzt worden und ist somit nicht mehr drehbar.

## Verkehr
Im motorisierten Individualverkehr führt die Bundesstraße 5 nördlich von Tönning durch den östlichen Bereich des Gemeindegebiets. Die gemeindliche Dorflage wird über die von ihr nach Westen abzweigende Landesstraße 36 erreicht.
Im Öffentlichen Personennahverkehr wird das Gemeindegebiet von der Bahnstrecke Husum–Bad St. Peter-Ording gequert. Der gemeindliche Haltepunkt lautet Harblek und befindet sich bei der gleichnamigen Siedlung im östlichen Außenbereich. Es ist ein Bedarfshalt. Die Distanz vom Bahnhof ins Dorf beträgt gut zwei Kilometer. Die genannte Bahnstrecke wird von der Regionalbahn 64 im Nahverkehrsverbund Schleswig-Holstein regulär im Stundentakt angefahren.

## Persönlichkeiten

### Söhne und Töchter der Gemeinde
- Matthias Knutzen (1646–nach 1674), Religionskritiker, erster namentlich bekannter Atheist der europäischen Neuzeit
- Philipp Gabriel Hensler (1733–1805), Arzt und Professor für Medizin
- Gert Tönnies (1851–1928), Reichstags- und Landtagsabgeordneter
- Ferdinand Tönnies (1855–1936), Soziologe, Nationalökonom und Philosoph
- Jan Hamkens (1863–1918), Maler, Grafiker und Buchillustrator
- August von Thomsen (1864–1920), als Admiral Chef der Marinestation der Nordsee der kaiserlichen Marine
- August Geerkens (1874–1964), Landwirtschaftsdirektor, Heimatforscher, Schriftsteller und Museumsleiter
- Carsten Kühl (1887–1964), Maler, Bildhauer und Heimatforscher
- Carl Wilhelm Hugo Hamkens (1883–1962), nationalsozialistischer Landrat und Regierungspräsident
- Eduard Clasen (1901–1985), deutscher Politiker (SPD), MdL (Schleswig-Holstein)

### Weitere Persönlichkeiten
- Adolph Theodor Thomsen (1814–1891), deutscher Politiker des Herzogtums Schleswig war Mitglied des Reichsrates zu Kopenhagen und Abgeordneter des Preußischen Abgeordnetenhauses. Ab 1855 war er Lehnsmann in Oldenswort.
- Thusnelda Kühl (1872–1935), lebte lange in Oldenswort und verfasste Romane, die in Oldenswort und Umgebung spielen.